# 머컬러샤
머컬러샤(암하라어: መከለሻ)는 에티오피아의 배합 향신료이다. 요리를 마무리할 때 쓴다.

## 만들기
후추, 코러리마, 계피, 쿠민, 정향, 육두구, 필발 등을 배합해 만든다.

## 같이 보기
- 버르버레